# Sh2-143
Sh2-143 è una piccola nebulosa a emissione visibile nella costellazione di Cefeo.
Si individua nella parte sudorientale della costellazione, vicino al confine con la Lucertola e Cassiopea; il periodo più indicato per la sua osservazione nel cielo serale ricade fra i mesi di luglio e dicembre ed è notevolmente facilitata per osservatori posti nelle regioni dell'emisfero boreale terrestre, dove si presenta circumpolare fino alle regioni temperate calde.
Si tratta di una piccola nebulosa situata sul Braccio di Perseo alla distanza di 3700 parsec (quasi 12100 anni luce), in una regione prossima all'associazione stellare Cepheus OB1 e appare ionizzata dalla stella blu LS III +57 93, di classe spettrale O9.5V. Secondo il Catalogo Avedisova questa nebulosa è associata a una nube molecolare con coordinate galattiche l=107.0 b=-01.0 e a una sorgente di onde radio.